# Aer (element clasic)

Simbolul alchimic al aerului

Aerul este unul dintre cele patru elemente clasice din filozofia greacă clasică și din alchimia occidentală.

## Aerul în tradiția greacă și romană

Cele patru umori și calitățile lor aferente

Potrivit lui Platon, acesta este asociat cu octaedrul. Se consideră că aerul este atât cald, cât și umed. Grecii antici foloseau două cuvinte pentru aer: aer care se referea la atmosfera inferioară tulbure, și eter, care se referea la atmosfera superioară luminoasă aflată deasupra norilor. Platon, de exemplu, afirma că „există mai multe feluri de aer: aerul cel mai limpede și mai strălucitor, numit «eter», altul, cel mai tulbure, numit «întuneric» sau «beznă», și alte feluri, fără nume, provenite din inegalitatea triunghiurilor”. Anaximene (mijlocul secolului al VI-lea î. Hr.), unul dintre primii filozofi greci presocratici, a denumit aerul după termenul grecesc arche care desemna materialul ce stă la baza lumii. Conform unor surse antice, o semnificație similară a fost atribuită și de Diogenes din Apollonia (spre sfârșitul secolului al V-lea î. Hr.), care a asociat, de asemenea, aerul cu inteligența și sufletul (psyche), însă alte surse susțin că „arche”-ul său era reprezentat de o substanță aflată între aer și foc. Aristofan a parodiat aceste moravuri în piesa sa de teatru Norii, punându-l pe Socrate să spună o rugăciune către aer.
Aerul a fost unul dintre archai propuși de presocratici. Majoritatea acestora au încercat să reducă toate lucrurile la o singură substanță. Totuși, Empedocle din Acragas (c.495 – c. 435 î.Hr.) a ales patru archai pentru cele patru rădăcini ale sale: aerul, focul, apa și pământul. Există diferențe între opiniile antice și cele moderne cu privire la următorul aspect: dacă acesta a asociat sau nu aerul cu numele zeilor Hera, Aidoneus sau chiar Zeus. „Rădăcinile” lui Empedocle au devenit cele patru elemente clasice ale filozofiei grecești. Platon (427 î.Hr. – 347 d.Hr.) a preluat cele patru elemente de la Empedocle. În opera Timaios, principalul său dialog cosmologic scris, poliedrul regulat, asociat cu aerul este octaedrul format din opt triunghiuri echilaterale. Acest fapt plasează aerul între elementele foc și apă, o idee pe care Platon o considera corectă, deoarece acesta poate fi situat la mijloc în baza mobilității, ascuțimii și capacității sale de a penetra. El a mai afirmat că elementele componente minuscule ale aerului sunt atât de ușoare, încât abia pot fi simțite.
Elevul lui Platon, Aristotel (384 – 322 î.Hr.) a dezvoltat o explicație diferită privitoare la aceste elemente care se bazau pe „perechi de caracteristici”. Cele patru elemente erau dispuse concentric în jurul centrului universului pentru a forma sfera sublunară. Potrivit lui Aristotel, aerul este atât cald, cât și umed și ocupă locul dintre foc și apă printre sferele elementare. Aristotel a separat definitiv aerul de eter. În viziunea sa, eterul era o substanță neschimbătoare, aproape de natura divină, care se găsea doar în ceruri, unde forma sferele cerești.

### Umorismul și temperamentele aferente
| Umoare       | Anotimp   | Vârstă      | Element | Organ            | Calități      | Temperament |
| Sânge        | primăvară | copilărie   | aer     | ficat            | umed și cald  | sangvin     |
| Bilă galbenă | vară      | adolescență | foc     | vezică biliară   | cald și uscat | coleric     |
| Bilă neagră  | toamnă    | maturitate  | pământ  | splină           | uscat și rece | melancolic  |
| Flegmă       | iarnă     | bătrânețe   | apă     | creier / plămâni | rece și umed  | flegmatic   |

În medicina antică greacă, fiecare dintre cele patru umori este asociată cu un element. Sângele era umoarea asociată aerului, deoarece ambele elemente prezintă caracteristicile căldurii și umezelii. Alte lucruri asociate cu aerul și sângele în medicina antică și medievală sunt: primăvara, deoarece anotimpul este marcat de o căldură și o umezeală sporită; temperamentul sangvinic (al unei persoane dominate de umoarea sângelui); hermafroditul (care reprezintă o combinație între caracterul masculin al căldurii și caracterul feminin al umezelii); și punctul nordic al busolei.

### În alchimie
Simbolul alchimic al aerului este reprezentat de un triunghi orientat în sus, străbătut de o linie orizontală.

## Percepția modernă
Ordinul Ermetic al Zorilor Aurii, fondat în 1888, menționează aerul și celelalte elemente clasice grecești în învățăturile sale. Arma elementului aer este reprezentată de un pumnal care trebuie să fie vopsit în galben și inscripționat cu nume magice și sigilii în culoarea violet. Fiecare dintre aceste elemente este asociat cu mai multe ființe spirituale. Arhanghelul aerului este Rafael, îngerul este Chassan, conducătorul este Aral, regele este Paralda, iar spiritele aerului (conform lui Paracelsus ) poartă denumirea de silfi. Aerul are o însemnătate mare și, prin urmare, reprezintă punctul din stânga sus al pentagramei din Ritualul Suprem de Invocare. Multe dintre aceste asocieri s-au răspândit în comunitățile oculte.
Asemenea altor sisteme magice, și în Ordinul Zorilor Aurii, fiecare element este asociat cu unul dintre punctele cardinale și se află în grija Turnurilor de veghe. Turnurile de veghe derivă din sistemul magic enohian fondat de Dee. În Ordinul Zorilor Aurii, ele sunt reprezentate de tăblițele enohiene cu elemente. Aerul reprezintă estul, care este păzit de Primul Turn de veghe.
Aerul este unul dintre cele cinci elemente care apar în majoritatea tradițiilor din religiile wicca și păgâne. Religia wicca a fost, în special, influențată de sistemul de magie al Ordinului Zorilor Aurii și de misticismul lui Aleister Crowley.

## Paralele cu tradiții diferite de cele occidentale
Aerul nu este unul dintre cele cinci elemente clasice tradiționale chinezești. Totuși, se crede că vechiul concept chinezesc de Qi sau chi este asemănător cu cel al aerului. Se consideră că orice ființă vie care există are un Qi, adică un fel de „forță de viață” sau „energie spirituală”. Adesea, cuvântul este tradus „flux de energie” sau literal „aer” sau „respirație”. (De exemplu, tiānqì, care se traduce literal prin „respirația cerului”, este echivalentul cuvântului chinezesc „vreme”). Conceptul de „qi” este frecvent reificat, însă nu există dovezi științifice care să susțină existența acestuia.
Elementul aer apare, de asemenea, drept concept în filozofia budistă care are o istorie veche în China.
Unii ocultiști occidentali moderni asociază elementul clasic chinezesc al metalului cu aerul, alții cu lemnul datorită asocierii dintre elementul vânt și lemn în bagua.
Enlil era zeul aerului pentru vechii sumerieni. Shu era considerat în Egiptul Antic zeul aerului și soțul lui Tefnut, zeița umezelii. Acesta a devenit ulterior un simbol al forței în urma rolului său avut în despărțirea zeiței Nut de soțul ei, Geb. Shu a avut un rol principal în Textele Sicriului, care erau, de fapt, vrăji destinate să ajute decedatul să ajungă în siguranță în lumea vieții de apoi. Potrivit unei vrăji, în drumul său spre cer, spiritul trebuia să călătorească prin aer: urcând la ceruri prin Shu și pășind pe razele soarelui.